# Май 2012 года

Список событий мая 2012 года.

## События
- 1 мая
  - Столкновения в Мали между сторонниками свергнутого президента Амаду Тумани Туре и захватившей власть в стране военной хунтой. Не менее 14 человек погибли и около 40 ранены[1].
  - Российский боксер Дмитрий Пирог сохранил пояс чемпиона мира WBO[2].
- 2 мая
  - Президент Дмитрий Медведев подписал указ об отставке губернатора Ставропольского края Валерия Гаевского. Временно исполняющим обязанности ставропольского губернатора назначен депутат Госдумы Валерий Зеренков[3].
  - Парламент Венгрии избрал нового президента, которым стал депутат Европарламента Янош Адер[4].
  - В Иордании приведено к присяге новое правительство во главе с премьер-министром Файезом Таравне[5].
  - Картина «Крик» Эдварда Мунка, проданная на торгах Sotheby’s в Нью-Йорке за $119,9 млн, установила мировой рекорд для аукционов по продаже произведений искусства[6].
- 3 мая
  - Судан и Южный Судан одобрили план мирного урегулирования, предложенный Африканским союзом[7].
  - Аргентинский парламент принял закон об экспроприации 51 % акций нефтяной компании YPF, принадлежащих испанской «Repsol»[8].
  - Лоран Ламот утверждён нижней палатой парламента Гаити в должности премьер-министра[9].
  - В результате двойного теракта на посту ДПС в Махачкале погибли 12 человек, более ста ранены[10].
  - Теракт на рынке в городе Потискум на северо-востоке Нигерии. Погибло 56 человек[11].
  - Косово и Сан-Марино установили дипломатические отношения[12].
  - Президент Дмитрий Медведев подписал указ «Об учреждении ордена Святой великомученицы Екатерины и знака отличия „За благодеяние“»[13].
- 4 мая
  - В Иране прошёл второй тур парламентских выборов[14]. Победил ультраправый блок «Объединённый фронт консерваторов» получив 33 места из 65[15].
  - В Хельсинки (Финляндия) и Стокгольме (Швеция) стартовал чемпионат мира по хоккею с шайбой[16].
  - В центре Каира введён комендантский час после того как там вспыхнули беспорядки. Ранения получили около 300 человек, один погиб[17].
- 5 мая
  - На базе ВМС США в Гуантанамо начался судебный процесс по делу предполагаемого организатора терактов 11 сентября 2001 года Халида Шейха Мохаммеда и четырёх его сообщников[18].
  - В Японии остановлен последний оставшийся в строю атомный реактор. Впервые за 42 года в стране не осталось ни одного действующего реактора[19].
  - Разработана масштабируемая и надежная система кодирования данных, например, текстов, в код ДНК[20].
- 6 мая
  - 8—20-тысячное[21] протестное шествие в Москве закончилось ожесточёнными столкновениями с полицией[22]. По официальным данным за правонарушения задержаны 436 человек[23].
  - В Армении прошли парламентские выборы. Республиканская партия, возглавляемая президентом Сержем Саргсяном, набрала 44,05 % голосов[24][25].
  - Во Франции прошёл второй тур президентских выборов. Президентом избран социалист Франсуа Олланд[26][27].
  - В Греции прошли досрочные парламентские выборы[28]. Победу одержала правящая коалиция «Новая демократия»[29].
  - В Сербии прошли досрочные президентские и парламентские выборы[30]. Во второй тур президентских выборов вышли Борис Тадич и Томислав Николич[31].
  - Президент России Дмитрий Медведев назначил вице-адмирала Виктора Чиркова главнокомандующим ВМФ, а генерал-майора Виктора Бондарева — главнокомандующим ВВС. Они сменили адмирала Владимира Высоцкого и генерал-полковника Александра Зелина[32].
- 7 мая
  - В Сирии прошли парламентские выборы[33]. Проправительственный блок «Национальное единство» завоевал большинство мест в Народном совете[34].
  - На Багамских Островах прошли парламентские выборы[35]. Прогрессивная либеральная партия под руководством Перри Кристи получила 29 из 38 мест в Палате депутатов[36].
  - Инаугурация президента России Владимира Путина[37].
  - В Йемене, в результате нападения боевиков на военную базу, погибло 20 военнослужащих, ещё 35 захвачены[38].
  - Городам Малоярославцу и Можайску присвоено звание Город воинской славы[39].
  - В Шеффилде завершился 75-й чемпионат мира по снукеру. Чемпионом в четвёртый раз стал Ронни О’Салливан[40].
- 8 мая
  - Дмитрий Медведев утверждён на посту председателя правительства России[41].
  - Вступил в должность новый премьер-министр Багамских Островов Перри Кристи[42].
- 9 мая
  - В Индонезии во время демонстрационного полёта врезался в гору самолёт Sukhoi Superjet 100. Погибли все находившиеся на борту 45 человек[43].
  - В Москве прошёл военный парад в ознаменование 67-й годовщины Победы в Великой Отечественной войне[44].
  - Грузия и Мали установили дипломатические отношения[45].
- 10 мая
  - В Будапеште состоялась инаугурация президента Венгрии Яноша Адера[46].
  - Минюст РФ после решения ЕСПЧ полностью восстановил государственную регистрацию существующей с 1990 года Республиканской партии России. С 5 мая 2012 года в России официально зарегистрировано 8 партий, вместо 7[47][48].
  - В Алжире прошли парламентские выборы[49]. Победу одержала правящая коалиция Фронт национального освобождения[50].
  - Два мощных взрыва произошли в Дамаске у зданий спецслужб. Погибли более 40 человек, 170 получили ранения[51][52].
  - Судебные власти Турции арестовали 11 действующих и отставных генералов армии в рамках расследования дела о государственном перевороте 28 февраля 1997 года[англ.][53].
  - В Греции зажжён Олимпийский огонь Летних Олимпийских игр 2012 года[54].
  - В Москве начался матч на первенство мира по шахматам по версии ФИДЕ между Борисом Гельфандом и Вишванатаном Анандом[55].
- 11 мая
  - «Нафтогаз Украины» заключила рамочное соглашение с немецкой компанией RWE Supply & Trading GmbH о купле-продаже природного газа[56].
  - Владимир Путин принял отставку губернатора Ленинградской области Валерия Сердюкова и президента Республики Бурятия Вячеслава Наговицына[57].
  - В центре лондонского Олимпийского парка открыта гигантская спиральная скульптура ArcelorMittal Orbit[58].
- 12 мая
  - Александр Дрозденко утверждён Законодательным собранием Ленинградской области на посту губернатора области[59].
  - Не менее 10 боевиков группировки «Аль-Каида» были убиты в результате серии ударов, нанесённых американскими беспилотниками на юге Йемена[60].
  - Солдатами угандийской армии захвачен Цезарь Ашелам, командир повстанческой «Армии сопротивления Господа»[61].
- 13 мая
  - Впервые за 44 года футбольный клуб «Манчестер Сити» стал чемпионом английской премьер-лиги, опередив «Манчестер Юнайтед»[62].
- 14 мая
  - Парламент Гаити утвердил Лорана Ламота в должности премьер-министра[63].
  - При заходе на посадку в непальском аэропорту посёлка Джомсона разбился пассажирский самолет марки Dornier 228. На борту судна был 21 человек, 15 погибли[64].
  - Члены правления Европейского центробанка впервые публично заговорили о возможном выходе Греции из еврозоны[65].
  - Китай призвал Филиппины к дипломатическому решению ситуации вокруг спорного острова Хуанъянь в Южно-Китайском море[66].
- 15 мая
  - Ростислав Хугаев назначен новым премьер-министром Южной Осетии[67].
  - Президент Франции Франсуа Олланд назначил на пост премьер-министра Жан-Марка Эро[68].
  - С космодрома Байконур стартовал пилотируемый корабль Союз ТМА-04М[69].
  - Вступил в должность президент Франции Франсуа Олланд[70].
  - Режим КТО введён в Ленинском[71] и Кировском районах Махачкалы, а также в Кумторкалинском районе Дагестана[72].
  - Вступил в силу договор о свободной торговле между Колумбией и США[73].
- 16 мая
  - В Греции приведён к присяге глава нового временного правительства Панайотис Пикраменос[74].
  - Премьер-министром переходного правительства Гвинеи-Бисау назначен Руи Дуарте Барруш[75].
  - В Международном уголовном суде в Гааге начался судебный процесс по делу бывшего командующего силами боснийских сербов генерала Ратко Младича[76].
  - В Каннах (Франция) открыт 65-й Каннский кинофестиваль[77].
- 17 мая
  - США смягчили санкции против Мьянмы и впервые за 22 года назначили своего посла в этой стране[78].
  - В Варшаве состоялось открытие чемпионата мира по программированию[79].
  - С космодрома Байконур стартовала ракета-носитель Протон-М с канадским спутником связи Nimiq-6[80].
  - В Папуа — Новой Гвинее образованы две новые провинции Хела и Дживака. Они отделены соответственно от провинций Саутерн-Хайлендс и Уэстерн-Хайлендс[81].
- 18 мая
  - Правительство Экваториальной Гвинеи во главе с премьер-министром Игнасио Тангом ушло в отставку[82].
  - Президент России Владимир Путин принял отставку губернатора Иркутской области Дмитрия Мезенцева[83].
  - Состоялось первичное публичное предложение акций (IPO) социальной сети Facebook. Привлечённая сумма составила US$16 млрд, что является третьим по величине IPO в истории США, после IPO General Motors и Visa[84].
  - В Кэмп-Дэвиде (США) открылся саммит G8[85].
- 19 мая
  - Вступил в должность новый президент Восточного Тимора Таур Матан Руак[86].
  - Началось пронесение Олимпийского огня по Великобритании и Северной Ирландии в преддверии Летних Олимпийских игр в Лондоне[87].
  - В Баку (Азербайджан) открыт 57-й международный конкурс песни «Евровидение 2012»[88].
  - Английский футбольный клуб «Челси» впервые стал победителем Лиги чемпионов УЕФА[89].
- 20 мая
  - Завершился чемпионат мира по хоккею с шайбой; в финале сборная России победила сборную Словакии[90].
  - В Доминиканской Республике прошли президентские выборы[91]. Победу одержал Данило Медина, член Доминиканской партии освобождения[92].
  - Второй тур выборов президента Сербии[93]. Победу одержал Томислав Николич[94].
  - В Италии, в провинции Модена, произошло землетрясение магнитудой 6,0[95], погибли 7 человек[96].
- 21 мая
  - В Чикаго завершился крупнейший в истории саммит НАТО, в котором участвовали первые лица 28 государств-членов альянса и 13 стран-партнёров[97].
  - Иран отозвал своего посла в Азербайджане в ответ на оскорбление духовного лидера Ирана аятоллы Али Хаменеи во время акции протеста перед иранским посольством в Баку[98].
  - Временный президент Мали Дионкунда Траоре получил ранение в голову при попытке захвата президентского дворца демонстрантами[99].
  - В Норвегии вступила в силу конституционная поправка, по которой Евангелическо-лютеранская церковь Норвегии отделяется от государства[100].
  - Президент России Владимир Путин подписал указ о структуре и составе нового правительства РФ[101].
  - В столице Йемена Сане террорист-смертник взорвал себя в толпе; погибло около ста человек, более трёхсот были ранены[102].
  - Кольцеобразное солнечное затмение, видимое в южном Китае, Японии и на территории США. Частная фаза затмения прошла по территории России севернее линии Владивосток — Архангельск[103].
  - В Дебрецене (Венгрия) стартовал чемпионат Европы по плаванию[104].
- 22 мая
  - Первый частный космический корабль «Dragon» стартовал к МКС с мыса Канаверал[105].
  - В Японии открылась Tokyo Sky Tree, самая высокая в мире телебашня (634 м)[106].
  - Глава Северной Осетии Таймураз Мамсуров подписал указ о досрочном прекращении полномочий правительства Республики[107].
  - Президент России Владимир Путин подписал указ о досрочном прекращении полномочий главы Республики Карелия Андрея Нелидова, временно исполняющим обязанности главы Карелии назначен Александр Худилайнен[108].
  - По меньше мере 15 человек погибли в индийском округе Анантапур штата Андхра-Прадеш, после того как пассажирский поезд врезался в товарный состав[109].
  - В Астане (Казахстан) открылся V Астанинский экономический форум[110].
  - Американские учёные нашли в воде антарктического подлёдного озера Вида несколько видов бактерий, бывших в изоляции 3 тысячи лет[111][112].
- 23 мая
  - Выборы президента Египта[113]. Во второй тур вышли лидер движения «Братья-мусульмане» Мохаммед Морси и бывший премьер-министр Ахмед Шафик[114].
  - Правительственные войска Йемена взяли под контроль столицу провинции Абьян город Зинджибар, удерживаемый боевиками-исламистами в течение нескольких месяцев[115].
  - Лидер оппозиционного Сирийского национального совета Бурхан Гальюн подал в отставку[116].
  - Кыргызстан и Парагвай установили дипломатические отношения[117].
- 24 мая
  - Американские беспилотники нанесли в Северном Вазиристане ракетный удар, уничтожив около 10 боевиков группировки «Хаккани»[118].
  - В Верховной раде Украины при обсуждении законопроекта о статусе русского языка началась потасовка между представителями фракций Партии регионов, БЮТ — «Батькивщина» и НУ-НС, один депутат был госпитализирован[119].
  - Союз промышленников и предпринимателей Туркменистана приступил к формированию второй по счёту в стране политической партии, разрушив монополию Демократической партии Туркменистана[120].
- 25 мая
  - Президент Франции Франсуа Олланд прибыл в Афганистан с необъявленным визитом с целью обсудить досрочный вывод французского контингента из страны[121].
  - Более 30 полицейских Папуа — Новой Гвинеи забаррикадировали вход в здание парламента в столице страны Порт-Морсби[122].
  - Впервые к МКС пристыковался частный космический корабль[123].
  - Бойня в Хуле: в результате обстрела из танковых орудий сирийского города Хула погибли 92 человека, в том числе 38 детей[124].
  - Крупнейший испанский ипотечный банк Bankia запросил дополнительные 19 миллиардов евро помощи для выхода из кризиса[англ.][125].
- 26 мая
  - Съезд «Единой России» избрал премьер-министра Дмитрия Медведева председателем партии[126].
  - В финале конкурса Евровидение 2012 победила Лорин из Швеции с песней Euphoria. Второе место заняли Бурановские бабушки (Россия)[127].
  - Парламент Афганистана ратифицировал соглашение о стратегическом партнёрстве с США[128].
  - В Мали заявили о своём слиянии группировки исламистского толка «Ансар ад-Дин» и туареги из «Национального движения за освобождение Азавада»[129].
  - В южно-африканском государстве Лесото прошли парламентские выборы[130]. Победу одержала правящая партия Демократический конгресс, получив 41 из 80 мест в парламенте[131].
- 27 мая
  - Золотую пальмовую ветвь Каннского кинофестиваля получил фильм «Любовь» австрийского режиссёра Михаэля Ханеке[132].
  - Завершилась многодневная велогонка «Джиро д’Италия», первое место в ней занял канадец Райдер Хешедаль[133].
- 28 мая
  - Премьер-министр Индии Манмохан Сингх посетил с визитом[англ.] Мьянму, первый визит главы индийского правительства в эту страну за 25 лет[134].
  - В Италии задержаны 19 человек в рамках расследования дела об организации договорных футбольных матчей, в том числе капитан «Лацио» Стефано Маури[135].
  - Инцидент на погранпосту Арканкерген в Казахстане.
- 29 мая
  - США, Канада, Австралия, Франция, Великобритания и Германия объявили о высылке сирийских послов в этих странах[136].
  - Обнаружен компьютерный вирус Flame, собирающий засекреченные данные ряда стран, в том числе Израиля и Ирана[137].
  - 16 человек погибли в результате афтершока магнитудой 5,8, произошедшего в 40 км к северо-западу от Болоньи (Италия). Многим историческим зданиям нанесён урон[138].
  - Подписано соглашение о безвизовом пересечении границы жителями приграничных территорий между Россией и Норвегией[139].
- 30 мая
  - В Алматинской области на казахстанско-китайской границе обнаружены сгоревшие тела пограничников на погранпосту «Арканкерген»[140].
  - В Астане (Казахстан) начал работу IV Съезд лидеров мировых и традиционных религий[141].
  - В завершившемся в Москве матче на первенство мира по шахматам по версии ФИДЕ между Борисом Гельфандом и Вишванатаном Анандом победу одержал Вишванатан Ананд[142].
  - Бывший президент Либерии Чарльз Тейлор приговорён к 50 годам тюремного заключения за военные преступления в Сьерра-Леоне во время гражданской войны[143].
  - Северная Корея внесла поправку в конституцию, где она объявила себя ядерной державой, а также изменила название конституции на «Конституцию Ким Ир Сена — Ким Чен Ира»[144].
  - Официально утверждены названия 114-го и 116-го элементов Периодической системы химических элементов[145].
  - Грузия и Нигер установили дипломатические отношения[146].
- 31 мая
  - Вступил в должность новый президент Сербии Томислав Николич[147].
  - Правительство Армении во главе с премьер-министром Тиграном Саркисяном ушло в отставку[148].
  - В Ирландии состоялся референдум[англ.] по Бюджетному пакту ЕС[149]. Пакт поддержали 60 % граждан[150].
  - Португалия разорвала дипломатические отношения с Сирией[151].